# قزلی
قزلی، روستایی است از توابع بخش مرکزی شهرستان آق‌قلا در استان گلستان ایران.

## جمعیت
این روستا در دهستان آق‌التین قرار دارد و براساس سرشماری مرکز آمار ایران در سال ۱۳۸۵، جمعیت آن ۹۳۷ نفر (۱۹۷خانوار) بوده‌است.